# リンクス 自走ロケットランチャー

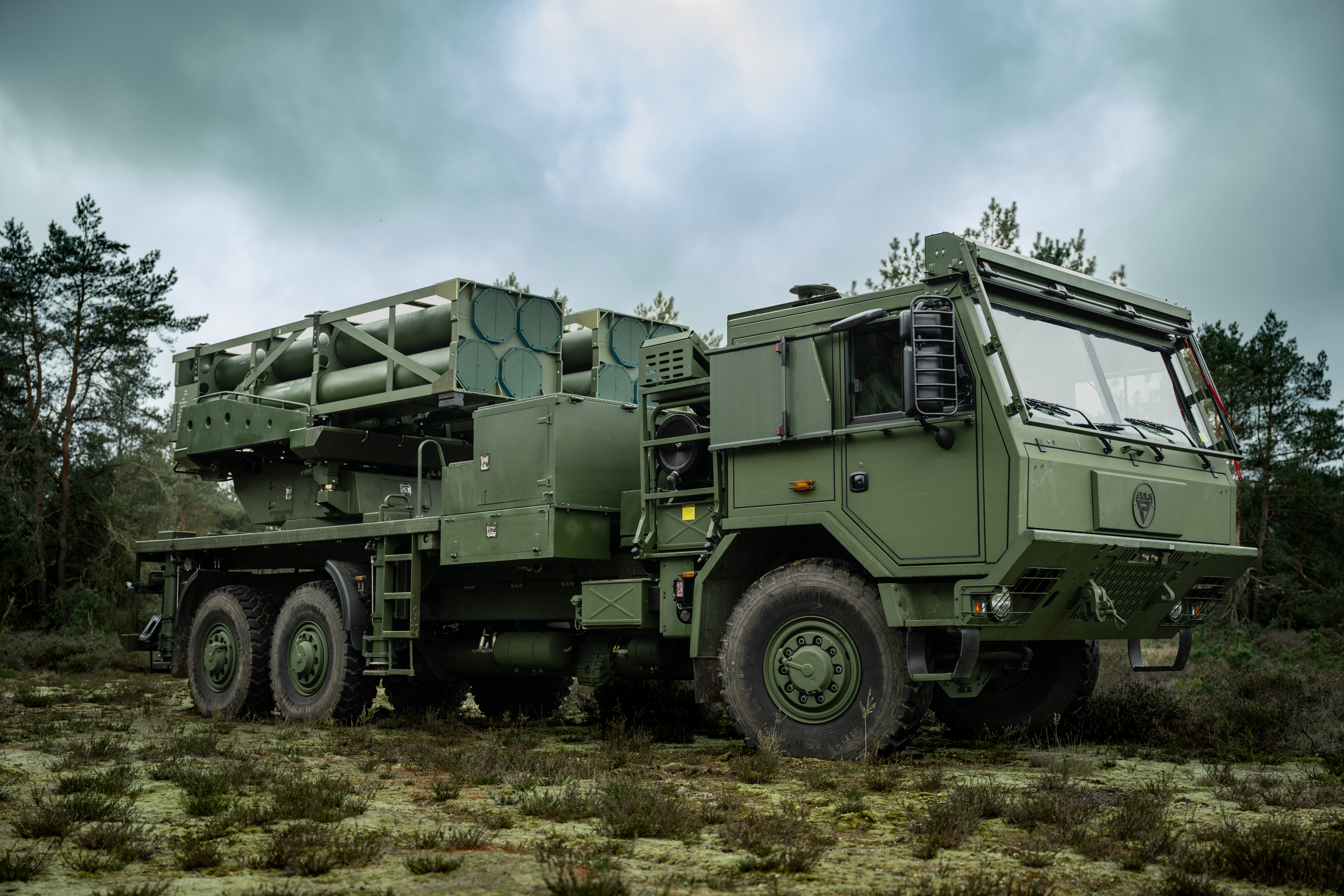

リンクス 自走ロケットランチャー (LYNX Self-propelled rocket launcher)は、イスラエルのIMIシステムズによって開発された装輪式多連装自走ロケット砲システムである。

## 概要
リンクスは6輪ないし8輪のトラックに架装される発射システムの名称で、システムには自動化された発射器本体に加え、射撃管制装置・C4Iシステム・GPS誘導システム・INS誘導システムなどを含む。発射器には各種の弾頭を備えた122mmから370mmまでの多連装ロケットランチャーを搭載可能で、10分以内の再装填が可能であるとされている。
システムのベースとなるトラック車両自体は特に限定されておらず、顧客の要望に応じて選定可能とされる。

## 対応するロケット砲システム

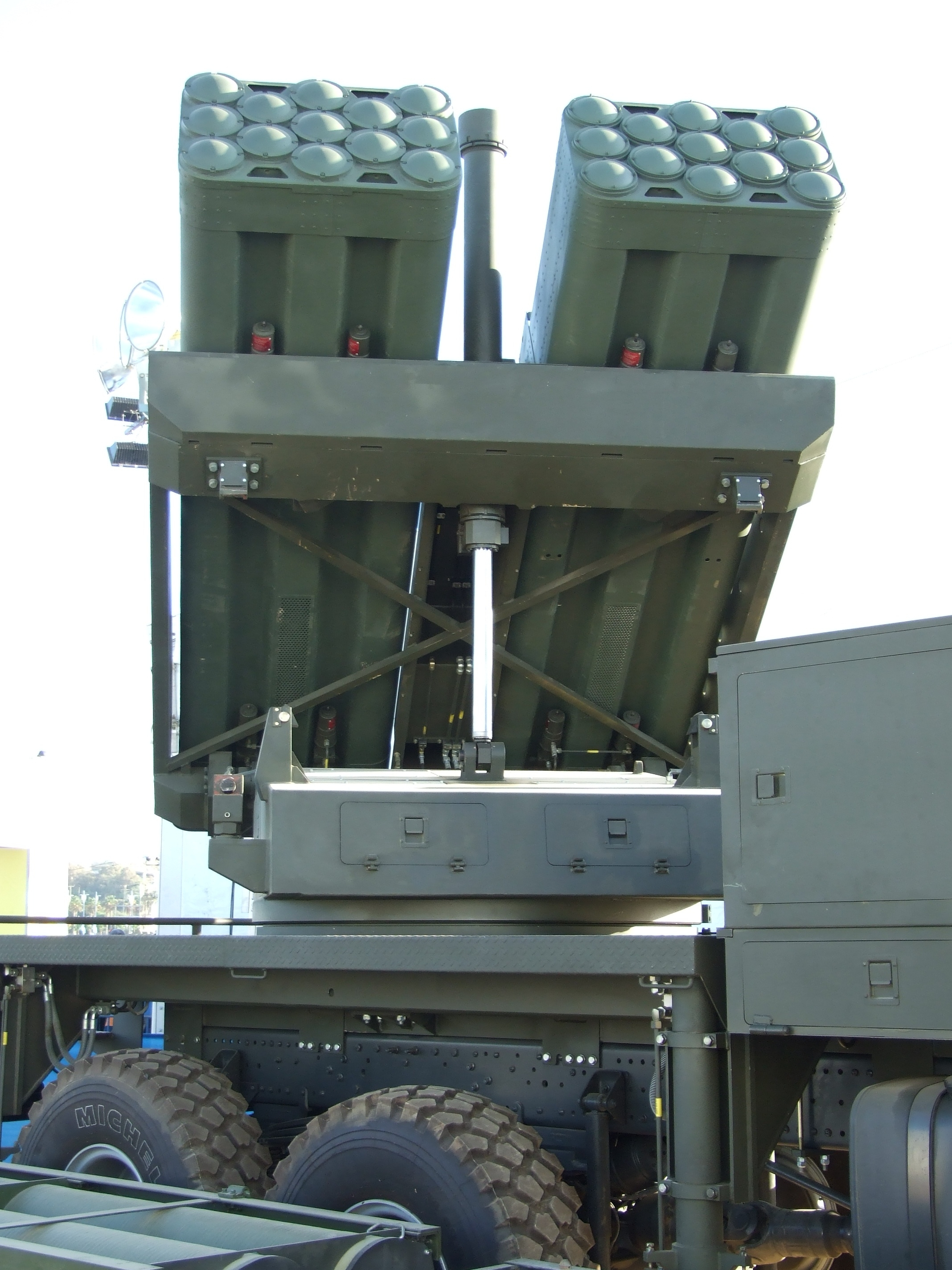
LYNXに搭載されたLAR-160の発射器

リンクスにはIMIによって開発された以下のロケット砲を搭載可能である。
精密誘導機能を持つ大型のロケット弾、"エクストラ"、"プレデターホーク"は事実上、ロケット砲というより地対地ミサイルのような物である。
GRADLAR
1960年代にソビエト連邦で開発されたBM-21 "GRAD" 122mm多連装ロケット砲を近代化改修するパッケージ。射程20～40km、弾頭重量20kgで、オリジナルと同じ40連装発射器を搭載可。
LAR-160
1970年代にIMIによって自社開発された無誘導160mm多連装ロケット砲。射程45km、弾頭重量20kgで、26連装発射器を搭載可能。
ACCULAR
1980年代以降、従来のロケット砲では着弾位置に正確性が無く都市部などに使用すると民間人への被害が発生することから、ロケット弾の着弾位置を精密誘導する目的で開発されたロケット弾弾道制御/精密誘導システム。GPS、GLONASSおよびINSによる誘導機能を持ち、目標地点の10m以内に着弾する性能を持つ。
LAR-160のロケット弾に適用した"ACCULAR-160"、GRADLARのロケット弾に適用した"ACCULAR-122"がある。連装数はオリジナルより減っており、ACCULAR-160は20連装発射器、ACCULAR-122は36連装発射器を使用する。ACCULAR-160はイスラエル軍で採用され"כידון קסום" (Enchanted Javelin、魔法の投げ槍)の愛称が付けられている。
EXTRA
306mm精密誘導ロケット弾。射程30～150km、弾頭重量120kgで、8連装発射器を搭載可能。ACCULARと同様にGPS、GLONASSおよびINSによる誘導機能を持ち、目標地点の10m以内に着弾する。名称の"EXTRA"は、"EXTended Range Artillery rocket system" (長射程ロケット砲システム) という語のアクロニムである。
プレデターホーク
370mm精密誘導地対地ロケット弾。射程300km、弾頭重量140kgで、4連装発射器を搭載可能。ACCULARと同様にGPS、GLONASSおよびINSによる誘導機能を持ち、目標地点の10m以内に着弾する。

## 運用国
- アゼルバイジャン - 2024年時点で、アゼルバイジャン陸軍が16両のリンクスを保有[5]。
- カザフスタン - 2023年時点で、カザフスタン陸軍が18両のリンクスを保有[6]。
- モロッコ - 2024年時点で、モロッコ陸軍が12両のPULSを保有[7]。